# Felipe González González
Felipe González González (Aguascalientes, 28 gennaio 1947 – Aguascalientes, 24 febbraio 2023) è stato un politico messicano, governatore dell'Aguascalientes dal 1998 al 2004.

## Biografia
Nato ad Aguascalientes il 28 gennaio 1947, si laureò presso l'Università autonoma di Aguascalientes. Divenne successivamente presidente della Coparmex (acronimo per Confederación Patronal de la República Mexicana), organizzazione messicana di datori di lavoro.

### Carriera politica
Entrò poi in politica con il Partito Azione Nazionale. Nel 1998 si candidò alle elezioni come governatore dell'Aguascalientes, dove vinse con circa il 52% dei voti, battendo il candidato Héctor Hugo Olivares Ventura, militante del Partito Rivoluzionario Istituzionale. Diventò il primo governatore del PAN nell'Aguascalientes.
Concluse la carica però prima della normale fine del mandato, nell'agosto del 2004, perché nominato dall'allora presidente messicano Vicente Fox sottosegretario dell'interno, incarico nel quale restò fino al gennaio 2006.
Successivamente venne eletto senatore in rappresentanza dell'Aguascalientes per il periodo 2006-2012. Durante questo mandato divenne segretario della commissione dell'interno e della sicurezza pubblica.

## Vita privata
Si sposò con Cony Ramírez Zermeño, con la quale ebbe quattro figli.

### Morte
Felipe González morì ad Aguascalientes la mattina del 24 febbraio 2023 all'età di 76 anni.